# جون جاي ماكنتاير
جون جاي ماكنتاير (بالإنجليزية: John J. McIntyre)‏ هو كاهن كاثوليكي أمريكي، ولد في 20 أغسطس 1963 في فيلادلفيا في الولايات المتحدة.